# Marie-Louise von Franz
Marie-Louise von Franz (4. ledna 1915 Mnichov – 17. února 1998 Küsnacht) byla švýcarská psycholožka, představitelka analytické psychologie Carla Gustava Junga, jehož byla také blízkou spolupracovnicí.
Narodila se v Mnichově, v rodině rakouského barona. Roku 1918 se její rodina usadila v Curychu, ona sama získala švýcarské občanství roku 1938. Na curyššské univerzitě vystudovala psychologii a filozofii. S Jungem se potkala roku 1933 a spolupracovala s ním až do jeho smrti roku 1961. Pomáhala mu především s překlady řeckých a latinských alchymických spisů.
Sama nejvíce proslula svými jungiánskými výklady pohádek.

## Dílo
Překlady do češtiny
- VON FRANZ, Marie-Louise. Psychologický výklad pohádek. Překlad Jan Černý, Kristýna Černá. Praha: Portál, 2015. 184 s. (Spektrum; sv. 4). ISBN 978-80-262-0863-1.
- VON FRANZ, Marie-Louise. Analytická psychologie v pohádkách. Praha: Portál, 2023. 360 s. (Klasici). ISBN 978-80-262-2081-7.
- VON FRANZ, Marie-Louise. Mýty o stvoření. Praha: Alpha book, 2023. 360 s. ISBN 978-80-88428-22-0.